# Шапел ди Мон ди Ша
Шапел ди Мон ди Ша (фр. Chapelle-du-Mont-du-Chat) насеље је и општина у источној Француској у региону Рона-Алпи, у департману Савоја која припада префектури Шамбери.
По подацима из 2006. године у општини је живело 208 становника, а густина насељености је износила 29 становника/km². Општина се простире на површини од 7,08 km². Налази се на средњој надморској висини од 600 метара (максималној 1.005 m, а минималној 231 m).

## Демографија
| 1962. | 1968. | 1975. | 1982. | 1990. | 1999. | 2006. | 2011. |
| ----- | ----- | ----- | ----- | ----- | ----- | ----- | ----- |
| 66    | 65    | 61    | 58    | 71    | 134   | 208   | 252   |

График промене броја становника у току последњих година